# Torneo Apertura 2018 (Perú)
El Torneo Apertura es el segundo de los tres torneos cortos que forma parte del Campeonato Descentralizado 2018. Empezó el 18 de mayo y terminó el 27 de agosto.

## Formato
Los dieciséis equipos jugarán entre sí mediante sistema de todos contra todos una vez totalizando quince partidos cada uno. Al término de las quince fechas el primer equipo se proclamará campeón.
Los puntos obtenidos en el Torneo de Verano no se mantendrán en el Apertura, por lo que todos los clubes empezarán con cero puntos.
El campeón del Torneo Apertura clasificará a los Playoffs, siempre y cuando se ubique entre los ocho primeros de la Tabla de Acumulada culminados los tres Torneos. En caso de que no logre ubicarse dentro de dicha posición, será reemplazado por el Club mejor ubicado en la Tabla Acumulada después de los tres torneos y que no haya clasificado a los Playoffs.

## Equipos participantes
En el torneo participaran 16 equipos: los catorce primeros del Campeonato Descentralizado 2017 más el campeón de la Segunda División 2017 y el campeón de la Copa Perú 2017.

### Bolsa de minutos
En el Torneo Apertura los clubes deberán completar 1350 minutos con jugadores de las categorías 1998 y 1999. Los clubes que no completen la cantidad de minutos perderán puntos en la Tabla Acumulada.

## Tabla de posiciones

### Clasificación
|  | Pos. | Equipo                     | PJ | PG | PE | PP | GF | GC | DG  | Puntos |
|  | ---- | -------------------------- | -- | -- | -- | -- | -- | -- | --- | ------ |
|  | 1.°  | Sporting Cristal (G)       | 15 | 9  | 5  | 1  | 27 | 7  | +20 | 32     |
|  | 2.°  | Alianza Lima               | 15 | 8  | 3  | 4  | 24 | 16 | +8  | 27     |
|  | 3.°  | Real Garcilaso             | 15 | 8  | 2  | 5  | 19 | 19 | 0   | 26     |
|  | 4.°  | Deportivo Municipal        | 15 | 7  | 3  | 5  | 21 | 16 | +5  | 24     |
|  | 5.°  | Univ. Técnica de Cajamarca | 15 | 6  | 6  | 3  | 19 | 15 | +4  | 24     |
|  | 6.°  | F. B. C. Melgar            | 15 | 6  | 6  | 3  | 23 | 20 | +3  | 24     |
|  | 7.°  | Unión Comercio             | 15 | 6  | 5  | 4  | 17 | 16 | +1  | 23     |
|  | 8.°  | Binacional                 | 15 | 6  | 3  | 6  | 15 | 14 | +1  | 21     |
|  | 9.°  | Sport Boys                 | 15 | 4  | 7  | 4  | 20 | 21 | -1  | 19     |
|  | 10.° | Sport Huancayo             | 15 | 4  | 6  | 5  | 16 | 15 | +1  | 18     |
|  | 11.° | Universitario de Deportes  | 15 | 4  | 6  | 4  | 18 | 21 | -3  | 18     |
|  | 12.° | Sport Rosario              | 15 | 6  | 3  | 6  | 21 | 24 | -3  | 17     |
|  | 13.° | Academia Cantolao          | 15 | 4  | 5  | 6  | 21 | 27 | -6  | 17     |
|  | 14.° | Universidad de San Martín  | 15 | 2  | 7  | 6  | 20 | 23 | -3  | 13     |
|  | 15.° | Ayacucho F. C..            | 15 | 3  | 3  | 9  | 17 | 21 | -4  | 12     |
|  | 16.° | Comerciantes Unidos        | 15 | 0  | 4  | 11 | 10 | 33 | -23 | 4      |
|  |      |                            |    |    |    |    |    |    |     |        |

|  | Ganador del Apertura. Clasificado a los Playoffs del campeonato y Copa Libertadores 2019. (G) |

| 1. 2. 3. 4. |

### Evolución de la clasificación
| Jornada / Equipo          | 1  | 2  | 3  | 4  | 5  | 6  | 7  | 8  | 9  | 10 | 11 | 12 | 13 | 14 | 15 |
| Jornada / Equipo          |    |    |    |    |    |    |    |    |    |    |    |    |    |    |    |
| ------------------------- | -- | -- | -- | -- | -- | -- | -- | -- | -- | -- | -- | -- | -- | -- | -- |
| Sporting Cristal          | 8  | 1  | 5  | 4  | 2  | 2  | 2  | 1  | 3  | 1  | 1  | 1  | 1  | 1  | 1  |
| Alianza Lima              | 14 | 6  | 2  | 2  | 1  | 1  | 1  | 2  | 4  | 3  | 2  | 2  | 2  | 2  | 2  |
| Real Garcilaso            | 5  | 5  | 7  | 5  | 7  | 5  | 9  | 10 | 7  | 9  | 8  | 5  | 6  | 4  | 3  |
| Deportivo Municipal       | 11 | 2  | 4  | 7  | 12 | 7  | 4  | 5  | 2  | 6  | 3  | 6  | 7  | 5  | 4  |
| UTC                       | 13 | 12 | 3  | 3  | 4  | 6  | 7  | 7  | 10 | 8  | 10 | 7  | 8  | 3  | 5  |
| F. B. C. Melgar           | 4  | 3  | 1  | 1  | 3  | 3  | 5  | 3  | 5  | 2  | 4  | 4  | 3  | 6  | 6  |
| Unión Comercio            | 1  | 8  | 9  | 14 | 9  | 11 | 11 | 8  | 9  | 7  | 7  | 8  | 5  | 8  | 7  |
| Binacional                | 10 | 14 | 8  | 10 | 6  | 10 | 8  | 9  | 6  | 5  | 5  | 3  | 4  | 7  | 8  |
| Sport Boys                | 6  | 13 | 15 | 15 | 13 | 13 | 12 | 12 | 11 | 11 | 11 | 11 | 9  | 9  | 9  |
| Sport Huancayo            | 7  | 4  | 6  | 11 | 5  | 8  | 6  | 6  | 8  | 10 | 9  | 9  | 10 | 10 | 10 |
| Universitario de Deportes | 9  | 10 | 10 | 8  | 15 | 15 | 15 | 13 | 13 | 12 | 13 | 13 | 12 | 12 | 11 |
| Sport Rosario             | 2  | 9  | 12 | 12 | 8  | 4  | 3  | 4  | 1  | 4  | 6  | 10 | 11 | 11 | 12 |
| Academia Cantolao         | 16 | 15 | 14 | 6  | 11 | 9  | 10 | 11 | 12 | 13 | 14 | 14 | 13 | 13 | 13 |
| Universidad de San Martín | 12 | 11 | 11 | 9  | 10 | 12 | 14 | 15 | 15 | 15 | 15 | 15 | 15 | 14 | 14 |
| Ayacucho F. C.            | 15 | 16 | 16 | 16 | 14 | 14 | 13 | 14 | 14 | 14 | 12 | 12 | 14 | 15 | 15 |
| Comerciantes Unidos       | 3  | 7  | 13 | 13 | 16 | 16 | 16 | 16 | 16 | 16 | 16 | 16 | 16 | 16 | 16 |

| 1. 2. 3. 4. 5. 6. |

## Resultados
En las siguientes tablas se muestran los resultados a gran escala entre los participantes. Un recuadro de color rojo simboliza la victoria del equipo visitante —en la parte superior—, uno verde, la victoria del local —en la parte izquierda— y uno amarillo, un empate.
| Equipos                    | ACA | ALI | AYA | BIN | COU | MUN | MEL | RGA | SBA | HUA | SRO | CRI | UCO | USM | UTC | UNI |
| -------------------------- | --- | --- | --- | --- | --- | --- | --- | --- | --- | --- | --- | --- | --- | --- | --- | --- |
| Academia Cantolao          |     | 1–1 | 3–2 | 3–1 |     |     | 1–1 | 1–2 | 2–2 |     |     |     |     | 1–1 |     |     |
| Alianza Lima               |     |     | 1–0 | 2–1 | 5–1 | 3–1 |     |     | 1–0 |     |     |     | 2–0 | 3–1 | 0–1 |     |
| Ayacucho F. C.             |     |     |     |     | 3–0 | 1–2 |     |     |     | 3–1 | 2–0 | 0–1 | 1–1 | 1–1 | 2–3 |     |
| Binacional                 |     |     | 1–0 |     | 1–0 | 0–0 |     |     |     |     | 3–1 | 1–1 | 1–1 | 2–0 | 1–0 |     |
| Comerciantes Unidos        | 0–4 |     |     |     |     | 1–1 | 2–2 |     |     | 0–3 | 0–0 | 1–1 |     |     |     | 3–4 |
| Deportivo Municipal        | 1–0 |     |     |     |     |     | 4–0 | 2–0 |     | 1–0 | 4–0 | 0–1 | 3–0 |     |     | 0–2 |
| F. B. C. Melgar            |     | 2–0 | 3–0 | 2–1 |     |     |     | 1–0 | 2–2 |     |     |     |     | 3–2 | 3–3 |     |
| Real Garcilaso             |     | 2–0 | 2–1 | 1–0 | 1–0 |     |     |     | 3–2 |     |     |     |     | 3–3 | 1–0 |     |
| Sport Boys                 |     |     | 1–0 | 1–0 | 2–1 | 1–1 |     |     |     |     |     | 1–1 | 2–4 | 3–2 | 1–1 |     |
| Sport Huancayo             | 3–0 | 1–1 |     | 1–2 |     |     | 0–2 | 1–1 | 0–0 |     |     |     | 0–0 |     |     | 2–1 |
| Sport Rosario              | 4–1 | 3–2 |     |     |     |     | 2–1 | 2–1 | 1–1 | 2–4 |     |     | 0–2 |     |     | 3–0 |
| Sporting Cristal           | 4–0 | 1–2 |     |     |     |     | 2–0 | 5–1 |     | 0–0 | 2–1 |     | 4–0 |     |     | 1–0 |
| Unión Comercio             | 2–0 |     |     |     | 2–0 |     | 0–0 | 1–0 |     |     |     |     |     | 0–0 | 2–3 | 2–0 |
| Universidad de San Martín  |     |     |     |     | 2–0 | 6–1 |     |     |     | 0–0 | 0–1 | 0–3 |     |     | 0–0 | 2–2 |
| Univ. Técnica de Cajamarca | 1–2 |     |     |     | 2–1 | 1–0 |     |     |     | 2–0 | 1–1 | 0–0 |     |     |     | 1–1 |
| Universitario de Deportes  | 2–2 | 1–1 | 1–1 | 1–0 |     |     | 1–1 | 0–1 | 2–1 |     |     |     |     |     |     |     |

### Partidos
| Fecha 1                   | Fecha 1   | Fecha 1                    | Fecha 1                   | Fecha 1    | Fecha 1 | Fecha 1          | Fecha 1    |
| Local                     | Resultado | Visitante                  | Estadio                   | Fecha      | Hora    | TV               | Asistencia |
| ------------------------- | --------- | -------------------------- | ------------------------- | ---------- | ------- | ---------------- | ---------- |
| Ayacucho F. C.            | 3 - 0 (*) | Comerciantes Unidos        | Manuel Eloy Molina Robles | 18 de mayo | 15:00   | Gol Perú         | 705        |
| Sport Huancayo            | 1 - 1     | Real Garcilaso             | Huancayo                  | 18 de mayo | 20:00   | Gol Perú         | 1268       |
| Binacional                | 0 - 0     | Deportivo Municipal        | 25 de Noviembre           | 19 de mayo | 13:00   | Gol Perú         | 2325       |
| Unión Comercio            | 2 - 0     | Academia Cantolao          | IPD de Moyobamba          | 19 de mayo | 15:30   | Gol Perú         | 353        |
| Sport Rosario             | 3 - 2     | Alianza Lima               | Rosas Pampa               | 19 de mayo | 17:45   | Gol Perú         | 5361       |
| Sport Boys                | 1 - 1     | Sporting Cristal           | Miguel Grau               | 19 de mayo | 20:00   | Gol Perú         | 2787       |
| Universidad de San Martín | 0 - 0     | Univ. Técnica de Cajamarca | Alberto Gallardo          | 20 de mayo | 13:30   | Gol Perú         | 282        |
| Universitario de Deportes | 1 - 1     | F. B. C. Melgar            | Monumental                | 20 de mayo | 16:00   | Gol Perú, Latina | 5371       |

| Fecha 2                    | Fecha 2   | Fecha 2                   | Fecha 2               | Fecha 2    | Fecha 2 | Fecha 2          | Fecha 2    |
| Local                      | Resultado | Visitante                 | Estadio               | Fecha      | Hora    | TV               | Asistencia |
| -------------------------- | --------- | ------------------------- | --------------------- | ---------- | ------- | ---------------- | ---------- |
| F. B. C. Melgar            | 3 - 0     | Ayacucho F. C.            | Monumental de la UNSA | 25 de mayo | 20:00   | Gol Perú         | 2469       |
| Comerciantes Unidos        | 0 - 3     | Sport Huancayo            | Carlos A. Olivares    | 26 de mayo | 13:00   | Gol Perú         | 0          |
| Univ. Técnica de Cajamarca | 1 - 1     | Universitario de Deportes | Germán Contreras Jara | 26 de mayo | 15:30   | Gol Perú         | 1102       |
| Deportivo Municipal        | 4 - 0     | Sport Rosario             | Miguel Grau           | 26 de mayo | 17:45   | Gol Perú         | 501        |
| Sporting Cristal           | 4 - 0     | Unión Comercio            | Alberto Gallardo      | 27 de mayo | 11:15   | Gol Perú         | 3112       |
| Academia Cantolao          | 1 - 1     | Universidad de San Martín | Miguel Grau           | 27 de mayo | 13:30   | Gol Perú         | 353        |
| Alianza Lima               | 1 - 0     | Sport Boys                | Alejandro Villanueva  | 27 de mayo | 16:00   | Gol Perú, Latina | 8077       |
| Real Garcilaso             | 1 - 0     | Binacional                | Garcilaso de la Vega  | 27 de mayo | 18:15   | Gol Perú         | 1344       |

| Fecha 3                   | Fecha 3   | Fecha 3                    | Fecha 3                   | Fecha 3     | Fecha 3 | Fecha 3          | Fecha 3    |
| Local                     | Resultado | Visitante                  | Estadio                   | Fecha       | Hora    | TV               | Asistencia |
| ------------------------- | --------- | -------------------------- | ------------------------- | ----------- | ------- | ---------------- | ---------- |
| Ayacucho F. C.            | 2 - 3     | Univ. Técnica de Cajamarca | Manuel Eloy Molina Robles | 29 de mayo  | 15:00   | Gol Perú         | 637        |
| Binacional                | 1 - 0     | Comerciantes Unidos        | 25 de Noviembre           | 30 de mayo  | 13:00   | Gol Perú         | 974        |
| Unión Comercio            | 0 - 0     | Universidad de San Martín  | IPD de Nueva Cajamarca    | 30 de mayo  | 15:30   | Gol Perú         | 287        |
| Sport Huancayo            | 0 - 2     | F. B. C. Melgar            | Huancayo                  | 30 de mayo  | 17:30   | Gol Perú         | 1251       |
| Sporting Cristal          | 1 - 2     | Alianza Lima               | Nacional                  | 30 de mayo  | 20:00   | Gol Perú, Latina | 3582       |
| Universitario de Deportes | 2 - 2     | Academia Cantolao          | Monumental                | 31 de mayo  | 20:00   | Gol Perú         | 2062       |
| Sport Rosario             | 2 - 1     | Real Garcilaso             | Rosas Pampa               | 13 de junio | 19:30   | Gol Perú         | 1495       |
| Sport Boys                | 1 - 1     | Deportivo Municipal        | Miguel Grau               | 15 de julio | 15:30   | Gol Perú         | 2030       |

| Fecha 4                    | Fecha 4   | Fecha 4                   | Fecha 4               | Fecha 4    | Fecha 4 | Fecha 4          | Fecha 4    |
| Local                      | Resultado | Visitante                 | Estadio               | Fecha      | Hora    | TV               | Asistencia |
| -------------------------- | --------- | ------------------------- | --------------------- | ---------- | ------- | ---------------- | ---------- |
| Comerciantes Unidos        | 0 - 0     | Sport Rosario             | Carlos A. Olivares    | 2 de junio | 13:00   | Gol Perú         | 0          |
| Deportivo Municipal        | 0 - 1     | Sporting Cristal          | Miguel Grau           | 2 de junio | 15:30   | Gol Perú, Latina | 1204       |
| Univ. Técnica de Cajamarca | 2 - 0     | Sport Huancayo            | Germán Contreras Jara | 2 de junio | 15:30   | Gol Perú         | 861        |
| F. B. C. Melgar            | 2 - 1     | Binacional                | Monumental de la UNSA | 2 de junio | 17:45   | Gol Perú         | 3426       |
| Alianza Lima               | 2 - 0     | Unión Comercio            | Alejandro Villanueva  | 2 de junio | 20:00   | Gol Perú         | 4744       |
| Academia Cantolao          | 3 - 2     | Ayacucho F. C.            | Miguel Grau           | 3 de junio | 13:30   | Gol Perú         | 292        |
| Universidad de San Martín  | 2 - 2     | Universitario de Deportes | Nacional              | 3 de junio | 16:00   | Gol Perú, Latina | 2596       |
| Real Garcilaso             | 3 - 2     | Sport Boys                | Garcilaso de la Vega  | 3 de junio | 18:15   | Gol Perú         | 1523       |

| Fecha 5          | Fecha 5   | Fecha 5                    | Fecha 5                   | Fecha 5    | Fecha 5 | Fecha 5  | Fecha 5    |
| Local            | Resultado | Visitante                  | Estadio                   | Fecha      | Hora    | TV       | Asistencia |
| ---------------- | --------- | -------------------------- | ------------------------- | ---------- | ------- | -------- | ---------- |
| Binacional       | 1 - 0     | Univ. Técnica de Cajamarca | 25 de Noviembre           | 5 de junio | 15:30   | Gol Perú | 1079       |
| Alianza Lima     | 3 - 1     | Deportivo Municipal        | Alejandro Villanueva      | 5 de junio | 20:00   | Gol Perú | 5514       |
| Sporting Cristal | 5 - 1     | Real Garcilaso             | Alberto Gallardo          | 6 de junio | 13:00   | Gol Perú | 974        |
| Unión Comercio   | 2 - 0     | Universitario de Deportes  | IPD de Nueva Cajamarca    | 6 de junio | 15:30   | Gol Perú | 1030       |
| Sport Rosario    | 2 - 1     | F. B. C. Melgar            | Rosas Pampa               | 6 de junio | 17:45   | Gol Perú | 1640       |
| Sport Boys       | 2 - 1     | Comerciantes Unidos        | Miguel Grau               | 6 de junio | 20:00   | Gol Perú | 1831       |
| Ayacucho F. C.   | 1 - 1     | Universidad de San Martín  | Manuel Eloy Molina Robles | 7 de junio | 15:30   | Gol Perú | 637        |
| Sport Huancayo   | 3 - 0     | Academia Cantolao          | Huancayo                  | 7 de junio | 17:45   | Gol Perú | 842        |

| Fecha 6                    | Fecha 6   | Fecha 6          | Fecha 6               | Fecha 6     | Fecha 6 | Fecha 6          | Fecha 6    |
| Local                      | Resultado | Visitante        | Estadio               | Fecha       | Hora    | TV               | Asistencia |
| -------------------------- | --------- | ---------------- | --------------------- | ----------- | ------- | ---------------- | ---------- |
| Univ. Técnica de Cajamarca | 1 - 1     | Sport Rosario    | Germán Contreras Jara | 9 de junio  | 15:30   | −                | 508        |
| Comerciantes Unidos        | 1 - 1     | Sporting Cristal | Carlos A. Olivares    | 9 de junio  | 15:30   | Gol Perú, Latina | 333        |
| Deportivo Municipal        | 3 - 0     | Unión Comercio   | Miguel Grau           | 9 de junio  | 17:45   | Gol Perú         | 341        |
| Real Garcilaso             | 2 - 0     | Alianza Lima     | Garcilaso de la Vega  | 9 de junio  | 20:00   | Gol Perú         | 2626       |
| Universidad de San Martín  | 0 - 0     | Sport Huancayo   | Alberto Gallardo      | 10 de junio | 11:15   | Gol Perú         | 234        |
| Academia Cantolao          | 3 - 1     | Binacional       | Miguel Grau           | 10 de junio | 13:30   | Gol Perú         | 317        |
| Universitario de Deportes  | 1 - 1     | Ayacucho F. C.   | Monumental            | 10 de junio | 16:00   | Gol Perú, Latina | 4074       |
| F. B. C. Melgar            | 2 - 2     | Sport Boys       | Monumental de la UNSA | 10 de junio | 18:15   | Gol Perú         | 2985       |

| Copa Mundial de Fútbol de 2018 |

| Fecha 7             | Fecha 7   | Fecha 7                    | Fecha 7                   | Fecha 7     | Fecha 7 | Fecha 7          | Fecha 7    |
| Local               | Resultado | Visitante                  | Estadio                   | Fecha       | Hora    | TV               | Asistencia |
| ------------------- | --------- | -------------------------- | ------------------------- | ----------- | ------- | ---------------- | ---------- |
| Sport Boys          | 1 - 1     | Univ. Técnica de Cajamarca | Miguel Grau               | 20 de julio | 20:00   | Gol Perú         | 1556       |
| Binacional          | 2 - 0     | Universidad de San Martín  | 25 de Noviembre           | 21 de julio | 13:00   | Gol Perú         | 880        |
| Ayacucho F. C.      | 1 - 1     | Unión Comercio             | Manuel Eloy Molina Robles | 21 de julio | 15:30   | Gol Perú         | 603        |
| Sport Rosario       | 4 - 1     | Academia Cantolao          | Rosas Pampa               | 21 de julio | 17:45   | Gol Perú         | 1231       |
| Sport Huancayo      | 2 - 1     | Universitario de Deportes  | Huancayo                  | 21 de julio | 20:00   | Gol Perú         | 3341       |
| Sporting Cristal    | 2 - 0     | F. B. C. Melgar            | Alberto Gallardo          | 22 de julio | 11:00   | Gol Perú         | 3466       |
| Deportivo Municipal | 2 - 0     | Real Garcilaso             | Miguel Grau               | 22 de julio | 13:30   | Gol Perú         | 345        |
| Alianza Lima        | 5 - 1     | Comerciantes Unidos        | Alejandro Villanueva      | 22 de julio | 16:00   | Gol Perú, Latina | 7430       |

| Fecha 8                    | Fecha 8   | Fecha 8             | Fecha 8                   | Fecha 8     | Fecha 8 | Fecha 8  | Fecha 8    |
| Local                      | Resultado | Visitante           | Estadio                   | Fecha       | Hora    | TV       | Asistencia |
| -------------------------- | --------- | ------------------- | ------------------------- | ----------- | ------- | -------- | ---------- |
| Universidad de San Martín  | 0 - 1     | Sport Rosario       | Alberto Gallardo          | 24 de julio | 13:15   | Gol Perú | 252        |
| Universitario de Deportes  | 1 - 0     | Binacional          | Monumental                | 24 de julio | 20:00   | Gol Perú | 3041       |
| Comerciantes Unidos        | 1 - 1     | Deportivo Municipal | Carlos A. Olivares        | 25 de julio | 13:00   | Gol Perú | 0          |
| Unión Comercio             | 1 - 0     | Real Garcilaso      | IPD de Moyobamba          | 25 de julio | 15:30   | Gol Perú | 532        |
| Academia Cantolao          | 2 - 2     | Sport Boys          | Miguel Grau               | 25 de julio | 17:45   | Gol Perú | 923        |
| F. B. C. Melgar            | 2 - 0     | Alianza Lima        | Monumental de la UNSA     | 25 de julio | 20:00   | Gol Perú | 12,723     |
| Univ. Técnica de Cajamarca | 0 - 0     | Sporting Cristal    | Germán Contreras Jara     | 26 de julio | 15:30   | Gol Perú | 2254       |
| Ayacucho F. C.             | 3 - 1     | Sport Huancayo      | Manuel Eloy Molina Robles | 8 de agosto | 15:00   | Gol Perú | 713        |

| Fecha 9             | Fecha 9   | Fecha 9                    | Fecha 9              | Fecha 9      | Fecha 9 | Fecha 9  | Fecha 9    |
| Local               | Resultado | Visitante                  | Estadio              | Fecha        | Hora    | TV       | Asistencia |
| ------------------- | --------- | -------------------------- | -------------------- | ------------ | ------- | -------- | ---------- |
| Binacional          | 1 - 0     | Ayacucho F. C.             | 25 de Noviembre      | 28 de julio  | 13:00   | Gol Perú | 880        |
| Sport Huancayo      | 0 - 0     | Unión Comercio             | Huancayo             | 28 de julio  | 15:30   | Gol Perú | 561        |
| Sport Rosario       | 3 - 0     | Universitario de Deportes  | Rosas Pampa          | 28 de julio  | 17:45   | Gol Perú | 6428       |
| Sport Boys          | 3 - 2     | Universidad de San Martín  | Miguel Grau          | 28 de julio  | 20:00   | Gol Perú | 1300       |
| Deportivo Municipal | 4 - 0     | F. B. C. Melgar            | Miguel Grau          | 29 de julio  | 13:30   | Gol Perú | 904        |
| Real Garcilaso      | 1 - 0     | Comerciantes Unidos        | Garcilaso de la Vega | 29 de julio  | 18:15   | Gol Perú | 1412       |
| Sporting Cristal    | 4 - 0     | Academia Cantolao          | Alberto Gallardo     | 8 de agosto  | 13:00   | Gol Perú | 1517       |
| Alianza Lima        | 0 - 1     | Univ. Técnica de Cajamarca | Alejandro Villanueva | 23 de agosto | 20:00   | Gol Perú | 5383       |

| Fecha 10                   | Fecha 10  | Fecha 10            | Fecha 10                  | Fecha 10    | Fecha 10 | Fecha 10 | Fecha 10   |
| Local                      | Resultado | Visitante           | Estadio                   | Fecha       | Hora     | TV       | Asisntecia |
| -------------------------- | --------- | ------------------- | ------------------------- | ----------- | -------- | -------- | ---------- |
| Ayacucho F. C.             | 2 - 0     | Sport Rosario       | Manuel Eloy Molina Robles | 31 de julio | 15:30    | Gol Perú | 591        |
| Sport Huancayo             | 1 - 2     | Binacional          | Huancayo                  | 31 de julio | 17:45    | Gol Perú | 814        |
| Universitario de Deportes  | 2 - 1     | Sport Boys          | Nacional                  | 31 de julio | 20:00    | Gol Perú | 12,990     |
| Universidad de San Martín  | 0 - 3     | Sporting Cristal    | Alberto Gallardo          | 1 de agosto | 13:15    | Gol Perú | 1547       |
| Univ. Técnica de Cajamarca | 1 - 0     | Deportivo Municipal | Germán Contreras Jara     | 1 de agosto | 15:30    | Gol Perú | 832        |
| F. B. C. Melgar            | 1 - 0     | Real Garcilaso      | Monumental de la UNSA     | 1 de agosto | 17:45    | Gol Perú | 3491       |
| Academia Cantolao          | 1 - 1     | Alianza Lima        | Miguel Grau               | 1 de agosto | 20:00    | Gol Perú | 3020       |
| Unión Comercio             | 2 - 0     | Comerciantes Unidos | IPD de Moyobamba          | 2 de agosto | 15:30    | Gol Perú | 524        |

| Fecha 11            | Fecha 11  | Fecha 11                   | Fecha 11             | Fecha 11    | Fecha 11 | Fecha 11         | Fecha 11   |
| Local               | Resultado | Visitante                  | Estadio              | Fecha       | Hora     | TV               | Asistencia |
| ------------------- | --------- | -------------------------- | -------------------- | ----------- | -------- | ---------------- | ---------- |
| Sport Boys          | 1 - 0     | Ayacucho F. C.             | Miguel Grau          | 4 de agosto | 15:30    | Gol Perú         | 1464       |
| Real Garcilaso      | 1 - 0     | Univ. Técnica de Cajamarca | Garcilaso de la Vega | 4 de agosto | 17:45    | Gol Perú         | 1360       |
| Sporting Cristal    | 1 - 0     | Universitario de Deportes  | Nacional             | 4 de agosto | 20:00    | Gol Perú         | 22,392     |
| Comerciantes Unidos | 2 - 2     | F. B. C. Melgar            | Carlos A. Olivares   | 5 de agosto | 11:00    | Gol Perú         | 0          |
| Deportivo Municipal | 1 - 0     | Academia Cantolao          | Miguel Grau          | 5 de agosto | 13:30    | Gol Perú         | 641        |
| Alianza Lima        | 3 - 1     | Universidad de San Martín  | Alejandro Villanueva | 5 de agosto | 16:00    | Gol Perú, Latina | 8861       |
| Sport Rosario       | 2 - 4     | Sport Huancayo             | Rosas Pampa          | 5 de agosto | 18:15    | Gol Perú         | 1539       |
| Binacional          | 1 - 1     | Unión Comercio             | 25 de Noviembre      | 6 de agosto | 15:30    | Gol Perú         | 1162       |

| Fecha 12                   | Fecha 12  | Fecha 12            | Fecha 12                  | Fecha 12     | Fecha 12 | Fecha 12         | Fecha 12   |
| Local                      | Resultado | Visitante           | Estadio                   | Fecha        | Hora     | TV               | Asistencia |
| -------------------------- | --------- | ------------------- | ------------------------- | ------------ | -------- | ---------------- | ---------- |
| Binacional                 | 3 - 1     | Sport Rosario       | 25 de Noviembre           | 11 de agosto | 13:00    | Gol Perú         | 1172       |
| Univ. Técnica de Cajamarca | 2 - 1     | Comerciantes Unidos | Germán Contreras Jara     | 11 de agosto | 15:00    | -                | 625        |
| Ayacucho F. C.             | 0 - 1     | Sporting Cristal    | Manuel Eloy Molina Robles | 11 de agosto | 15:30    | Gol Perú, Latina | 1709       |
| Sport Huancayo             | 0 - 0     | Sport Boys          | Huancayo                  | 11 de agosto | 17:30    | Gol Perú         | 1213       |
| Universitario de Deportes  | 1 - 1     | Alianza Lima        | Nacional                  | 11 de agosto | 20:00    | Gol Perú         | 30,357     |
| Academia Cantolao          | 1 - 2     | Real Garcilaso      | Miguel Grau               | 12 de agosto | 13:30    | Gol Perú         | 333        |
| Universidad de San Martín  | 6 - 1     | Deportivo Municipal | Alberto Gallardo          | 12 de agosto | 16:00    | Gol Perú         | 746        |
| Unión Comercio             | 0 - 0     | F. B. C. Melgar     | IPD de Moyobamba          | 13 de agosto | 15:30    | Gol Perú         | 624        |

| Fecha 13            | Fecha 13  | Fecha 13                   | Fecha 13              | Fecha 13     | Fecha 13 | Fecha 13 | Fecha 13   |
| Local               | Resultado | Visitante                  | Estadio               | Fecha        | Hora     | TV       | Asistencia |
| ------------------- | --------- | -------------------------- | --------------------- | ------------ | -------- | -------- | ---------- |
| Sporting Cristal    | 0 - 0     | Sport Huancayo             | Alberto Gallardo      | 14 de agosto | 15:30    | Gol Perú | 2622       |
| Sport Boys          | 1 - 0     | Binacional                 | Miguel Grau           | 14 de agosto | 17:45    | Gol Perú | 1682       |
| Alianza Lima        | 1 - 0     | Ayacucho F. C.             | Alejandro Villanueva  | 14 de agosto | 20:00    | Gol Perú | 3692       |
| Comerciantes Unidos | 0 - 4     | Academia Cantolao          | Carlos A. Olivares    | 15 de agosto | 15:30    | Gol Perú | 0          |
| Real Garcilaso      | 3 - 3     | Universidad de San Martín  | Garcilaso de la Vega  | 15 de agosto | 17:45    | Gol Perú | 1709       |
| Deportivo Municipal | 0 - 2     | Universitario de Deportes  | Miguel Grau           | 15 de agosto | 20:00    | Gol Perú | 2883       |
| Sport Rosario       | 0 - 2     | Unión Comercio             | Rosas Pampa           | 16 de agosto | 17:45    | Gol Perú | 958        |
| F. B. C. Melgar     | 3 - 3     | Univ. Técnica de Cajamarca | Monumental de la UNSA | 16 de agosto | 20:00    | Gol Perú | 2398       |

| Fecha 14                  | Fecha 14  | Fecha 14                   | Fecha 14                  | Fecha 14     | Fecha 14 | Fecha 14         | Fecha 14   |
| Local                     | Resultado | Visitante                  | Estadio                   | Fecha        | Hora     | TV               | Asistencia |
| ------------------------- | --------- | -------------------------- | ------------------------- | ------------ | -------- | ---------------- | ---------- |
| Binacional                | 1 - 1     | Sporting Cristal (G)       | 25 de Noviembre           | 18 de agosto | 13:00    | Gol Perú, Latina | 4275       |
| Ayacucho F. C.            | 1 - 2     | Deportivo Municipal        | Manuel Eloy Molina Robles | 18 de agosto | 15:30    | Gol Perú         | 843        |
| Sport Huancayo            | 1 - 1     | Alianza Lima               | Huancayo                  | 18 de agosto | 20:00    | Gol Perú         | 4954       |
| Universidad de San Martín | 2 - 0     | Comerciantes Unidos        | Alberto Gallardo          | 19 de agosto | 11:15    | Gol Perú         | 407        |
| Academia Cantolao         | 1 - 1     | F. B. C. Melgar            | Miguel Grau               | 19 de agosto | 13:30    | Gol Perú         | 368        |
| Universitario de Deportes | 0 - 1     | Real Garcilaso             | Nacional                  | 19 de agosto | 16:00    | Gol Perú, Latina | 17,743     |
| Sport Rosario             | 1 - 1     | Sport Boys                 | Rosas Pampa               | 19 de agosto | 18:15    | Gol Perú         | 0          |
| Unión Comercio            | 2 - 3     | Univ. Técnica de Cajamarca | IPD de Moyobamba          | 20 de agosto | 15:30    | Gol Perú         | 468        |

| Fecha 15                   | Fecha 15  | Fecha 15                  | Fecha 15              | Fecha 15     | Fecha 15 | Fecha 15         | Fecha 15   |
| Local                      | Resultado | Visitante                 | Estadio               | Fecha        | Hora     | TV               | Asistencia |
| -------------------------- | --------- | ------------------------- | --------------------- | ------------ | -------- | ---------------- | ---------- |
| F. B. C. Melgar            | 3 - 2     | Universidad de San Martín | Monumental de la UNSA | 25 de agosto | 15:00    | Gol Perú         | 5723       |
| Sport Boys                 | 2 - 4     | Unión Comercio            | Nacional              | 25 de agosto | 17:45    | Gol Perú         | 3389       |
| Deportivo Municipal        | 1 - 0     | Sport Huancayo            | Nacional              | 25 de agosto | 20:00    | Gol Perú         | 3389       |
| Comerciantes Unidos        | 3 - 4     | Universitario de Deportes | Carlos A. Olivares    | 26 de agosto | 13:00    | Gol Perú         | 2472       |
| Sporting Cristal           | 2 - 1     | Sport Rosario             | Alberto Gallardo      | 26 de agosto | 15:30    | Gol Perú, Latina | 8460       |
| Alianza Lima               | 2 - 1     | Binacional                | Alejandro Villanueva  | 26 de agosto | 15:30    | -                | 3272       |
| Real Garcilaso             | 2 - 1     | Ayacucho F. C.            | Garcilaso de la Vega  | 26 de agosto | 15:30    | -                | 2201       |
| Univ. Técnica de Cajamarca | 1 - 2     | Academia Cantolao         | Germán Contreras Jara | 27 de agosto | 15:00    | Gol Perú         | 677        |

|                                                                  |
| Campeón y clasificado a la final del campeonato Sporting Cristal |